# لیگ دسته دوم فوتبال ترکیه
لیگ دسته دوم فوتبال ترکیه (به ترکی استانبولی: TFF Second League) سومین لیگ معتبر فوتبال در سطح کشور ترکیه است.
این لیگ در ۲۰۰۱ میلادی بنیان‌گذاری شده‌است.

## نگارخانه

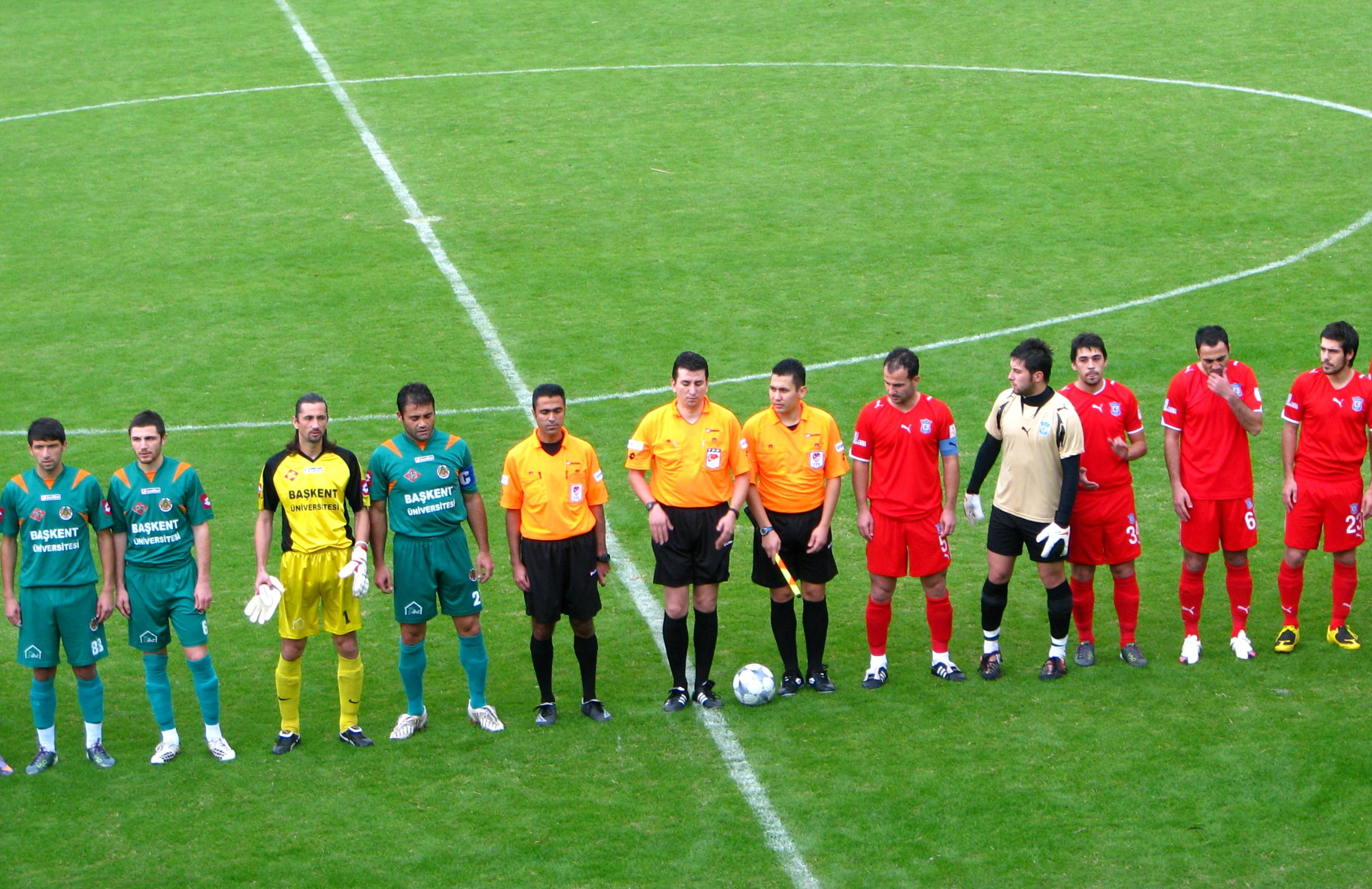